# Bán đảo Kola

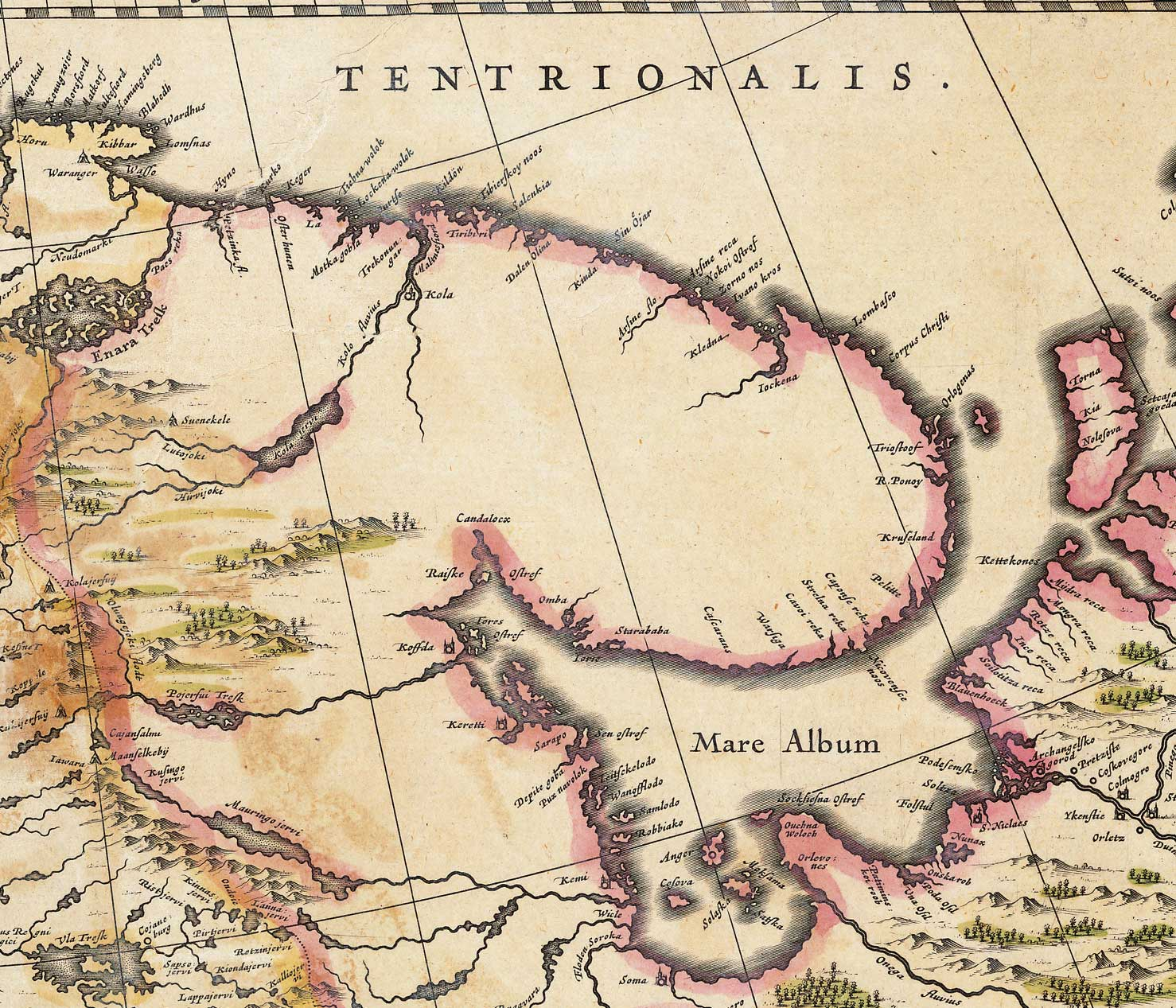
Bản đồ bán đảo Kola và những vùng biển lân cận. Từ "Novus Atlas" (1635) của Hà Lan. Người vẽ bản đồ: Willem Janszoon Blaeu

Kola Peninsula (tiếng Nga: Ко́льский полуо́стров, Kolsky poluostrov; từ tiếng Kildin Sami: Куэлнэгк нёаррк, Kuelnegk njoarrk; tiếng Bắc Sami: Guoládatnjárga; tiếng Phần Lan: Kuolan niemimaa; tiếng Na Uy: Kolahalvøya) là một bán đảo miền tây bắc Nga. Bán đảo này chiếm một phần lớn Murmansk Oblast, nằm gần như hoàn toàn trong vòng Bắc Cực, và tiếp giáp với biển Barents về phía bắc, Bạch Hải về phía đông và đông nam. Thành phố Murmansk là điểm dân cư lớn nhất trên bán đảo, với dân số lớn 300.000 theo thống kê 2010.
Do gần với Gulf Stream, mùa đông không lạnh bằng những nơi cùng vĩ độ, nhưng cũng gây nhiều gió do sự khác biệt nhiệt độ giữa bán đảo và biển Barents. Mùa hè khá lạnh, với nhiệt độ trung bình tháng 7 chỉ 11 °C (52 °F). Bán đảo Kola được phủ rừng taiga ở miền nam và đài nguyên ở miền bắc, với đất đóng băng vĩnh cửu hạn chế sự phát triển của cây gỗ, kết quả là cảnh quan cỏ và cây bụi chiếm ưu thế. Bán đảo Kola chỉ số một số loài động vật, sông ngòi nơi này là chỗ sinh sống quan trọng của cá hồi Đại Tây Dương. Khu bảo tồn thiên nhiên Kandalaksha, được thiết lập để bảo tồn vịt nhung thường, tọa lạc bên vịnh Kandalaksha.

## Địa lý

### Vị trí và tổng quan
Bán đảo Kola tọa lạc ở vùng viễn Tây Bắc của Nga, gần như nằm trọn trong vùng Bắc Cực, giáp với biển Barents về phía bắc và Bạch Hải về phía đông và đông nam. Về địa chất, bán đảo nằm trên mạn đông bắc của mảng Balt. Biên giới phía tây của bán đảo chạy dọc theo đường kinh tuyến, từ vịnh Kola qua thung lũng sông Kola, hồ Imandra, và sông Niva tới vịnh Kandalaksha, dù có khi người ta cho rằng bán đảo kéo dài đến tận biên giới Nga-Phần Lan. Theo định nghĩa giới hạn hơn, bán đảo Kola có diện tích 100.000 kilômét vuông (39.000 dặm vuông Anh). Bờ biển bắc thì cao và dốc, còn bờ nam thì bằng phẳng. Mạn tây của bán đảo có hai dãy núi: dãy Khibiny và Lovozero; điểm cao nhất bán đảo là đỉnh núi Chasnachorr (1.191 mét (3.907 ft)), nằm ở dãy Khibiny. Đường phân thủy Keyvy nằm ở phần giữa. địa hình núi non của bờ biển Murman và Kandalaksha kéo dài theo hướng đông nam đến tây bắc, thể hiện đặc điểm địa mạo núi chính tại đây.
Về hành chính, lãnh thổ bán đảo bao gồm các huyện Lovozersky và Tersky, một phần của Kandalakshsky và Kolsky, cũng như các thành phố và thị trấn Murmansk, Ostrovnoy, Severomorsk, Kirovsk.

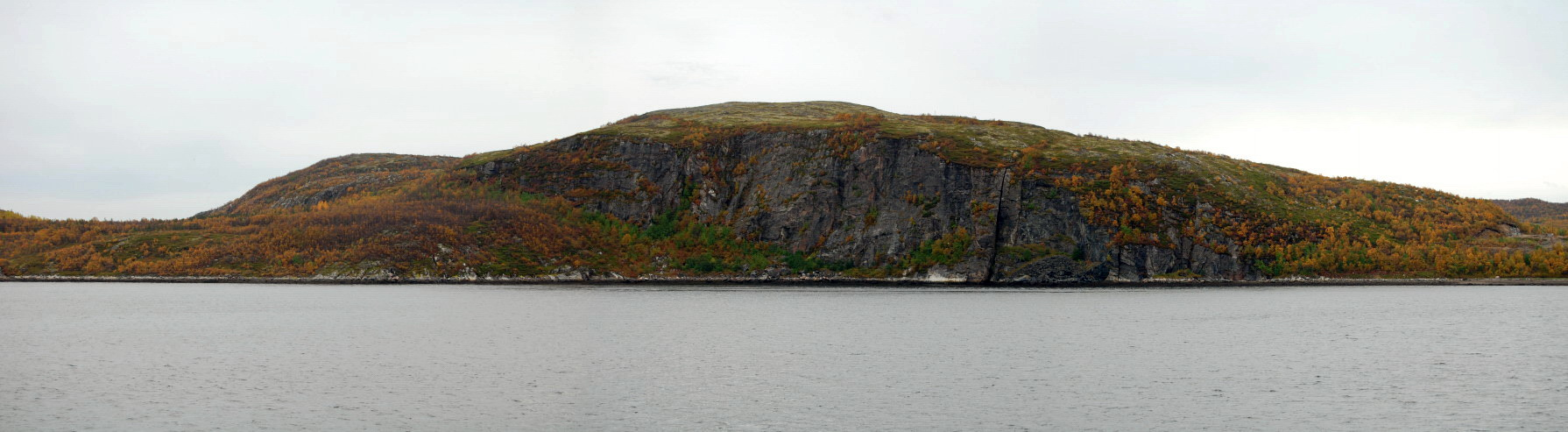
Khung cảnh của bán đảo Kola gần Murmansk

### Tài nguyên thiên nhiên
Vì kỷ băng hà cuối cùng đã rửa trôi đi lớp trầm tích của đất, lớp đất mặt ở bán đảo Kola giàu về nhiều loại khoáng sản khác nhau, gồm apatit và nephelin; đồng, niken, sắt; mica; kyanit; nguyên liệu gốm, cũng như các nguyên tố đất hiếm. Các mỏ vật liệu xây dựng như đá hoa cương, quartzit, và đá vôi cũng phổ biến.

### Khí hậu

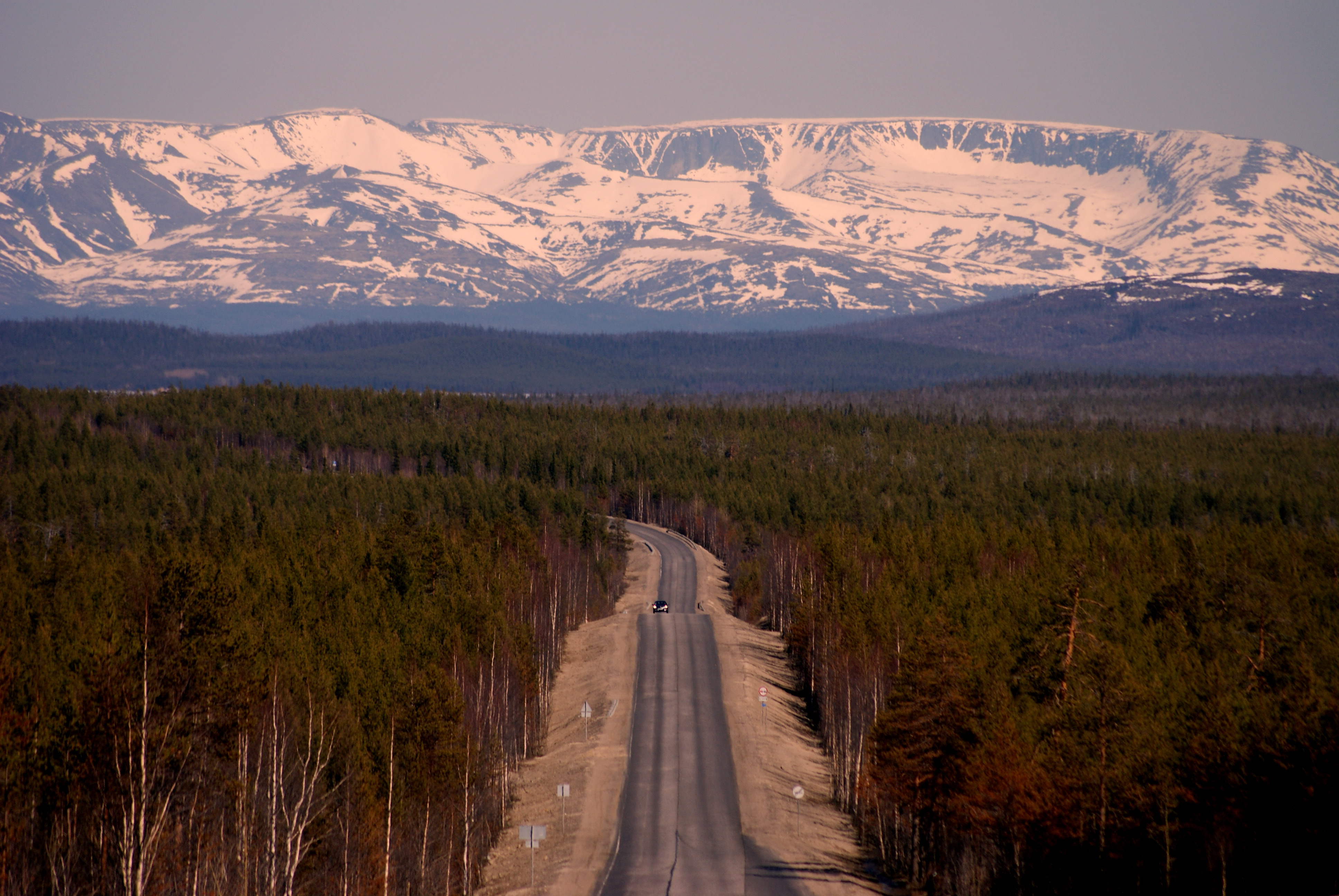
Dãy Khibiny

Gulf Stream giúp bán đảo có nhiệt độ không quá thấp vào mùa đông. Xoáy thuận thường xuất hiện vào mùa đông, mùa hè lại có xoáy nghịch. Gió mùa có ở khắp nơi, trong đó gió nam và tây nam thổi vào các tháng mùa đông, còn gió đông lại nổi bật hơn vào mùa hè. Gió bão thổi mạnh trong 80–120 ngày một năm. Vùng nước quanh bờ biển Murman vẫn đủ ấm để không đóng băng vào mùa đông.
Lượng mưa tương đối cao: 1.000 milimét (39 in) ở vùng núi, 600–700 milimét (24–28 in) tại bãi biển Murman, và 500–600 milimét (20–24 in) ở những khu vực khác. Tháng 8-10 là các tháng ẩm ướt nhất, còn tháng 3-4 khô nhất.
Nhiệt độ trung bình tháng 1 là −10 °C (14 °F), nhiệt độ có xu hướng giảm dần khi vào sâu trong đất liền. Nhiệt độ trung bình tháng 7 là +11 °C (52 °F). Nhiệt độ thấp nhất từng được ghi nhận là −50 °C (−58 °F) ở phần trung tâm và −35 đến −40 °C (−31 đến −40 °F) ở vùng ven biển. Nhiệt độ cao quá +30 °C (86 °F) từng được ghi nhận gần như trên khắp bán đảo.

### Hệ động-thực vật

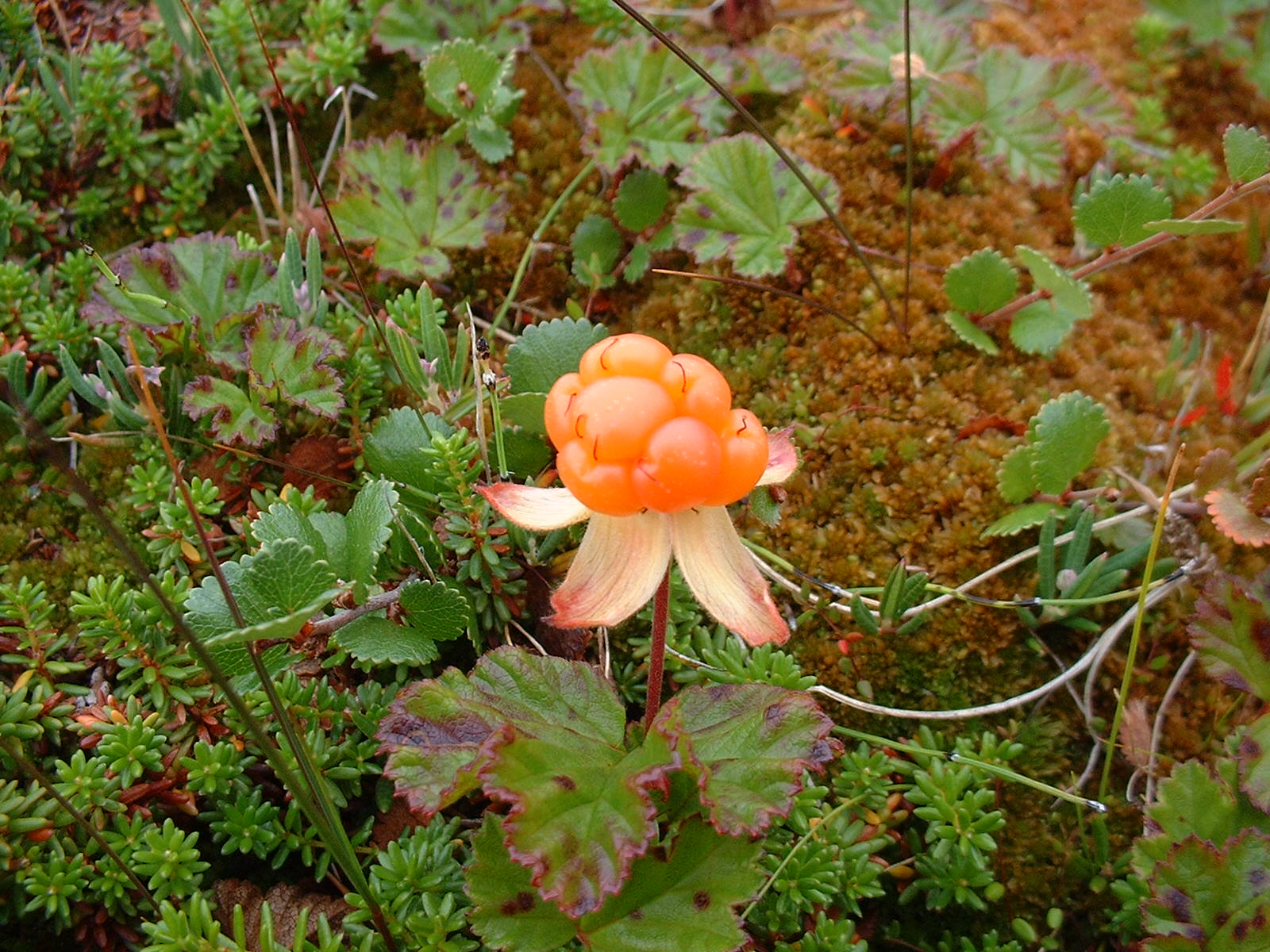
Trái Rubus chamaemorus chín

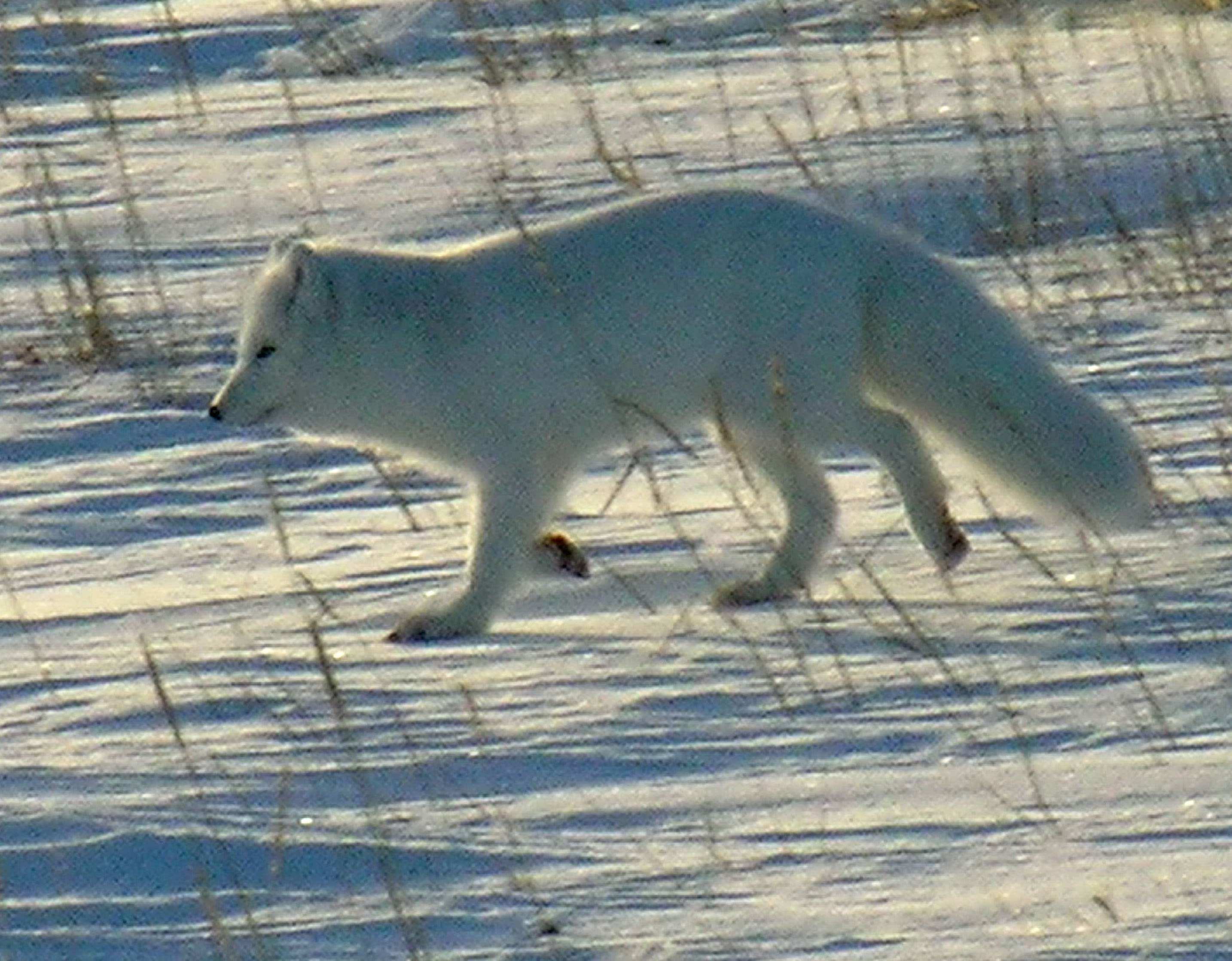
Một con cáo Bắc Cực

Bán đảo Kola được phủ rừng taiga ở miền nam và đài nguyên ở miền bắc. Ở đài nguyên, điều kiện lạnh và nhiều gió cùng đất đóng băng vĩnh cửu hạn chế sự phát triển của cây gỗ, kết quả là chỉ cây bụi và cỏ, như Betula nana và Rubus chamaemorus, mọc được. Ở ven biển phía bắc, địa y phổ biến. Rừng taiga ở mạn nam chủ yếu được tạo nên từ thông và lãnh sam.
Những đàn tuần lộc đến đài nguyên vào mùa hè. Những động vật khác gồm cáo đỏ và cáo Bắc Cực, chồn sói, nai sừng tấm, rái cá, và linh miêu. Chồn nâu châu Mỹ, từng được thả quanh sông Olenitsa thời gian 1935–1936, nay phổ biến khắp bán đảo và được săn bắt thương mại. Hải ly được tái du nhập vào khoảng 1934–1957, trước đó từ 1880 chúng bị đe dọa. 32 loài động vật có vú và trên hai trăm loài chim được tìm thấy trên bán đảo.